# Хацијенда Хајтс
Хацијенда Хајтс (енгл. Hacienda Heights) насељено је место без административног статуса у америчкој савезној држави Калифорнија.

## Демографија
По попису из 2010. године број становника је 54.038, што је 916 (1,7%) становника више него 2000. године.
| Група             | 2000.          | 2010.          |
| Белци             | 11.754 (22,1%) | 8.035 (14,9%)  |
| Афроамериканци    | 825 (1,6%)     | 743 (1,4%)     |
| Азијати           | 19.174 (36,1%) | 20.065 (37,1%) |
| Хиспаноамериканци | 20.320 (38,3%) | 24.608 (45,5%) |
| Укупно            | 53.122         | 54.038         |